# زندان برنجه

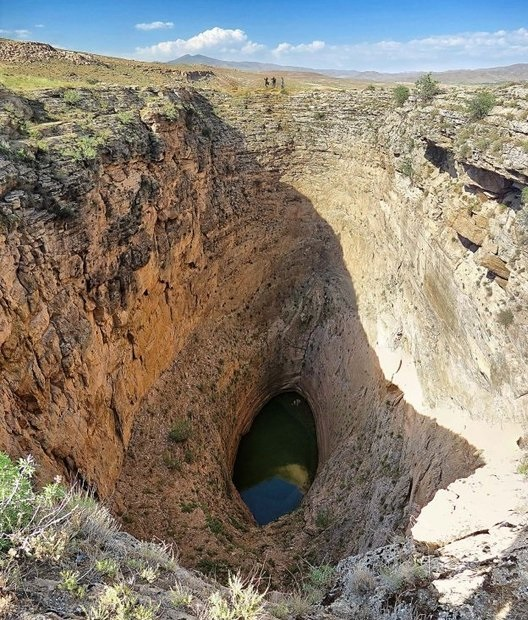
زندان برنجه

زندان برنجه در ۲۸ کیلومتری شمال شهرستان تکاب و در دامنۀ کوه معروف به طویلۀ سلیمان واقع است. دهانۀ این چشمۀ عظیم به شکل بیضی و به قطر ۱۰۰ متر و عمق ۷۰ متر بوده که کف آن دریاچه‌ای مملو از آب سرد و گاز کربنیک است، این چشمه عظیم دیوارهایی بلند و با شیب تند دارد که از لایه‌های نازک تراورتن نواری بوجود آمده‌اند. پایین رفتن از این دیواره‌های بلند بدون ریسمان و دیگر تجهیزات لازم غیرممکن است، به ویژه آنکه کارشناسان احتمال می‌دهند وجود آب‌های گاز کربنیک‌دار در ته دهانۀ چشمه موجب خردگی بیشتر دیواره شده و بر قطر آن افزوده است.

## ویژگی‌ها
آب دریاچه بعد از گذشتن از میان سنگ‌های رسوبی و آهکی و تراورتن در جنوب شرقی به رودخانه مجاور در روستای برنجه می‌ریزد، آب خارج شده از دریاچه کاملاً حالت ملایم و چرب و نرم‌کنندگی دارد که استفاده از آب آن، پوست دست و صورت را نرم و لطیف می‌کند. دمای آب چشمه حدود ۳۰ درجه سانتیگراد است و در فصل زمستان یخ نمی‌زند، عمق آب آن حدود ۲۵ متر برآورد می‌شود و قابل غواصی است، مساحت چشمه از حدود نیم متر زیر سطح آب افزایش پیدا کرده و حالتی قیفی شکل به خود می‌گیرد.

## ثبت ملی
زندان برنجه در سال ۱۳۹۴ به شماره ۲۹۵ در فهرست آثار طبیعی کشور به ثبت ملی رسیده است.

## موقعیت
برای رسیدن به این مکان در مسیر حرکت به سوی تخت‌سلیمان و پس از طی کردن حدود ۲۰ کیلومتر و گذر از روستاهای «اغول‌بیگ» و «قره‌بلاغ» به ۲ راهی می‌رسیم که در جوار روستای زیبای «همپا» قرار دارد. این دو راهی را به سمت روستای برنجه که یک مسیر خاکی است طی کرده و پس از حدود پنج کیلومتر به این روستای زیبا می‌رسیم؛ در مسیر رفتن به این روستا معادن زیادی را می‌توان دید که همچون زخمی بر دل کوهستان‌های زیبای این منطقه خودنمایی می‌کند. برای رفتن به کنار گودال باید خودروهای خود را در روستا پارک کنید و با پای پیاده و پس از یک کوهنوردی نیم‌ساعته و طی کردن حدود ۲ کیلومتر از دامنه زیبای کوه طویله خود را به زندان برنجه برسانید.

## داستان‌هایی دربارهٔ این مکان
براساس داستان‌هایی که روستاییان این منطقه بازگو می‌کنند در گذشته خان‌های محلی برای تنبیه روستایی‌ها یا دشمنان خود، به پای آنان سنگی می‌بستند و آن‌ها را به درون این گودال عمیق می‌انداختند که علت نام‌گذاری آن به «زندان برنجه» این امر است.
«فردی که به داخل این گودال انداخته می‌شد حتی اگر جان سالم هم بدر می‌برد به علت آنکه قادر نبود از این گودال خارج شود جان خود را از دست می‌داد».